# Colotis pallene
Colotis pallene là một loài bướm thuộc họ Pieridae. Nó được tìm thấy ở miền nam châu Phi.
Sải cánh của loài này dài 28–35 mm. Các cá thể trưởng thành bay quanh năm, chủ yếu vào cuối hè and thu.
Ấu trùng của loài này ăn các loài Capparis.

## Hình ảnh

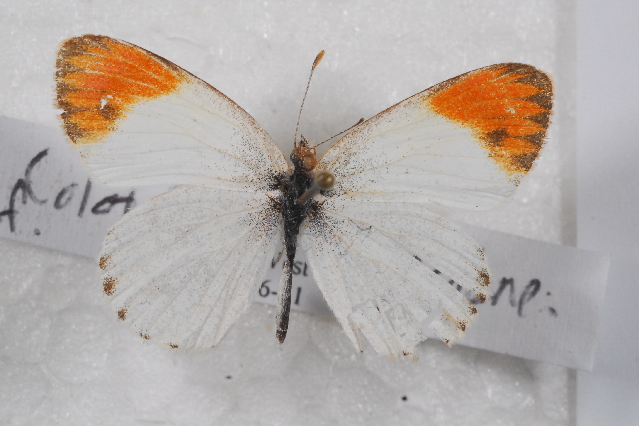
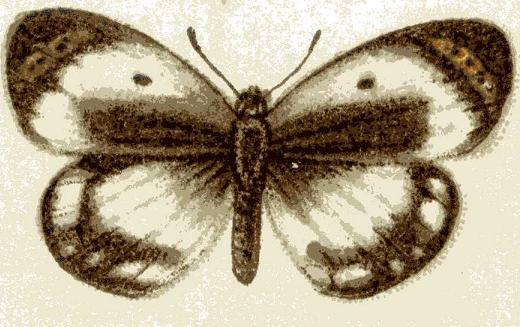
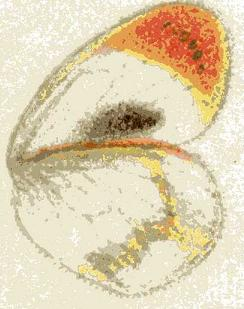
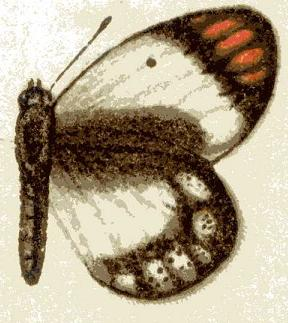